# Ugandai Népi Kongresszus
Az Ugandai Népi Kongresszus (Uganda People's Congress; UPC) egy párt Ugandában.
A pártot 1960-ban alapította Milton Obote, aki fontos szerepet játszott az ország függetlenedésében. Később kétszer választották meg Uganda elnökének. Obote a párt elnöke maradt élete végéig, 2005 októberéig, bár korábban bejelentette, hogy lemond egészségügyi állapotai miatt.
2010. május 14-én elnökválasztást tartottak a pártban. Dr. Olara Otunnut választották meg a tisztségre, aki korábban az ENSZ államtitkára volt. Azóta is ő a pártelnök és frakcióvezető a Parlamentben.

## Története
Mikor az 1940-es évek közepére a függetlenedés esélye megnőtt, mivel a gyarmattartó országoknak (itt: Egyesült Királyság) már nem volt hasznuk a gyarmatok tartásából. A brit uralom alatt jelképesen a Kabaka (király) megmaradt. Később (még mindig a brit uralom alatt) már pártok is létrejöhettek. Az első párt neve Kabaka Yekka (Csak a király) volt. A király köré szerveződő etnikum, a bagandaiak, autonómiát szerettek volna kapni. Ez azonban nem kedvezett a többi népnek, ezért ők megalapították a Konzervatív Pártot, amelynek fő célja a nemzeti egység megtartása volt.
Pár hónappal később alakult meg az Ugandai Nemzeti Kongresszus. Ekkor tűnt fel Milton Obote először, mint e párt vezetője. Az 1962-es függetlenedés előtti választásra a Kabaka Yekka, Konzervatív Párt és az Ugandai Nemzeti Kongresszus összeolvadt és így kapta meg a végső nevét a párt.
Később mindkét párt kilépett az UPC-ből, de a nevét nem változtatták meg a régire.

## Szereplése a választásokon
Az 1962-es elnökválasztás előtt a párt és a Kabaka Yekka koalíciót kötött. Az akkori közvélemény-kutatások szerint a királyság pártja magasan nyeri a választást, ezért Obote megpróbált szövetkezni velük. A szövetség feltétele az volt, hogy az elnököt a királypárt adja. A miniszterelnök Obote lett 1966-ig, amikor az UPC puccsot tervelt ki. A terv szerint a Kabaka kastélyban tartózkodó elnököt elfogják Idi Amin vezetésével. A kivételezés nem volt sikeres, az elnök besúgói elárulták a tervet, és az elnök Londonba menekült. Ekkor Milton Obote lett Uganda elnöke. A miniszterelnöki pozíció megszűnt.
1971. január 25-én Obote Szingapúrba utazott egy konferenciára. Ezalatt legfőbb bizalmasa, Idi Amin puccsot követett el, elfoglalta az elnöki széket. Idi Amin nem volt pártpolitikus szerinte "Meg kell találni a szocializmus és kapitalizmus közti utat." 1979. június 20-ig ő volt az ország diktátora.
A diktatúra után, 1980-ig egy átmeneti kormány irányította az országot.
Később 1980 közepén választásokat tartottak. Ezen a választáson nagyon szoros eredmény született: a Demokrata Párt 1 970 000 szavazatot kapott, az Ugandai Népi Kongresszus pedig 3 000 szavazattal többet. Így ismét ők adhatták az elnököt ismét Obote személyében, aki 5 évet töltött a tisztségben.
1985-ben Obote hatalmát ismét megdöntötte elsődleges hadvezére Tito Okello személyében, aki fél évig volt elnök.
1986. január 26-án Yoweri Musevenit választották elnöknek, aki mai napig tölti be e tisztséget.
Az Ugandai Népi Kongresszus 1986 óta mindig bejutott az Ugandai Parlamentbe.